# 부탁해요! 포코타 이장님
《부탁해요! 포코타 이장님》는 트리노드㈜에서 만든 대한민국의 애니메이션으로, 2024년 11월 16일부터 2025년 7월 5일까지 KBS 1TV에서 방영했다.

## 방송 일시
| 방송 채널 | 방송일                            | 방송 시간 |
| --------- | --------------------------------- | --------- |
| KBS 1TV   | 2024년 11월 16일 ~ 2025년 7월 5일 | 종료      |

## 등장 인물
- 포코타(토끼)
- 코코(곰)
- 펭(펭귄)
- 오비스(양)
- 아루(캥거루)
- 그리포(멧돼지)
- 제프(늑대)
- 노이(벼룩)
- 퐁(펭귄)
- 조지(족제비)
- 베투(다람쥐)
- 부르독(개)

## 목소리 출연
- 조현정: 포코타
- 이새아: 펭, 오비스, 퐁, 노이
- 임채빈: 그리포, 부르독
- 장미: 코코, 아루
- 전태열: 베투, 조지
- 임혁: 제프

## 제작진
- 이태헌 책임 프로듀서
- 황정연, 황응구 프로듀서 / (연출) 김준수 이호진 (총괄) 이재구 윤수정 (기획)
- 트리노드(기획/원작/제작)
- 태예솜 총감독
- 김보경 캐릭터 원안
- 스튜디오티앤티 애니메이션 제작
- 윤창대 하태경 애니메이션 감독
- 김수빈 김예령 이대헌 이수빈 김재은 김은주 김도연 고은지 애니메이터
- 이호진 태예솜 시나리오 / 각본
- 차한결 김가은 박유진 장동은 조연출
- 이유진 오세희 주다인 박관욱 디자이너
- 서동아 김영환 제작관리
- 서동아 최은우 편집
- 구자완 음악감독
- 구자완 이용윤 문하영 HANE KIM 김시영(온더트랙) 작곡 편곡
- 허필원 김혜인(포시즌 스튜디오) 녹음 믹싱
- 정상빈, 이채연(KBS미디어) 홈페이지 제작
- 유은모, 김수애 종합편집
- 황은서 자막디자인
- KBS 기획
- Treenod 트리노드 제작
- 2024 ~ 2025 트리노드 All rights reserved. 저작권

## 방영 목록
| 화차       | 주제              | 방송 일자        |
| ---------- | ----------------- | ---------------- |
| 1화        | 여기는 세잎마을   | 2024년 11월 16일 |
| 2화        | 쓰래기 대소동     | 2024년 11월 23일 |
| 3화        | 돌연변이 벼룩     | 2024년 11월 30일 |
| 4화        | 그리포의 순정     | 2024년 12월 21일 |
| 5화        | 영웅 노이         | 2024년 12월 28일 |
| 6화        | 세잎마을 맛집     | 2025년 1월 4일   |
| 7화        | 프린세스 퐁       | 2025년 1월 11일  |
| 8화        | 오비스의 딸국질   | 2025년 1월 25일  |
| 9화        | 무대는 무서워     | 2025년 2월 1일   |
| 10화       | 미도리를 지켜라   | 2025년 2월 15일  |
| 11화       | 포코타의 유혹     | 2025년 2월 22일  |
| 12화       | 오락실 대결       | 2025년 3월 1일   |
| 13화       | 이장선거          | 2025년 3월 15일  |
| 14화       | 운수 나쁜 날      | 2025년 3월 22일  |
| 15화       | 도플갱어          | 2025년 4월 5일   |
| 16화       | 행복마을 콘덴츠   | 2025년 4월 12일  |
| 17화       | AI의 습격         | 2025년 4월 19일  |
| 18화       | 고장난 TV         | 2025년 4월 26일  |
| 19화       | 펭, 가지마        | 2025년 5월 3일   |
| 20화       | 미켈란젤리 전시회 | 2025년 5월 10일  |
| 21화       | 세잎 천하장사     | 2025년 5월 17일  |
| 22화       | 범인은 누구?      | 2025년 5월 31일  |
| 23화       | 사라진 택배       | 2025년 6월 7일   |
| 24화       | 맨드레이크의 분노 | 2025년 6월 14일  |
| 25화       | 포코타의 이불     | 2025년 6월 28일  |
| 최종화(26) | 전설의 클로버     | 2025년 7월 5일   |

## 결방 및 편성안내
- 2024년 12월 7일 : KBS 뉴스특보 윤석열 탄핵 국회 생중계의 관계로 인해 결방했다.
- 2024년 12월 14일 : KBS 뉴스특보 윤석열 탄핵 제2차 국회 생중계의 관계로 인해 결방했다.
- 2025년 1월 4일: 제주항공 2216편 활주로 이탈 사고에 따른 편성 대체로 인해 1시 50분으로 편성했다.
- 2025년 1월 18일: KBS 뉴스특보 윤석열 구속영장 심사의 관계로 인해 결방했다.
- 2025년 2월 8일: 2025년 하얼빈 동계 아시안 게임의 관계로 인해 결방했다.
- 2025년 2월 22일: 이수인 동요축제 둥글게 둥글게 방송 편성 대체로 인해 1시 55분으로 편성했다.
- 2025년 3월 8일: KBS 뉴스특보 윤석열 석방 여부 논의 관계로 인해 결방했다.
- 2025년 3월 29일: KBS 뉴스특보 산불의 관계로 인해 결방했다.
- 2025년 5월 24일: 2025 국제양궁대회의 관계로 인해 결방했다.
- 2025년 6월 21일: KBS 뉴스특보 집중호우의 관계로 인해 결방했다.